# Cantó de Sedan-Oest
El cantó de Sedan-Oest és un cantó francès del departament de les Ardenes, situat al districte de Sedan. Té 11 municipis i part del de Sedan.

## Municipis
- Bosseval-et-Briancourt
- Chéhéry
- Cheveuges
- Donchery
- Noyers-Pont-Maugis
- Saint-Aignan
- Saint-Menges
- Sedan (part)
- Thelonne
- Villers-sur-Bar
- Vrigne-aux-Bois
- Wadelincourt

## Història
| Data d'elecció                           | Identitat      | Partit                     | Qualitat |
| ---------------------------------------- | -------------- | -------------------------- | -------- |
| 1973-1976                                | Claude Soulet  | PCF                        |          |
| 1976-2011                                | Jean Stévenin  | PS, després PRG            |          |
| 2001-                                    | Evelyne Welter | UDF, després Divers droite |          |
| les dades anteriors no són pas conegudes |                |                            |          |
|                                          |                |                            |          |

## Demografia
| A partir de 1990: Població sense dobles comptes |